# Iglesia de Boyana
La iglesia de Boyana es una iglesia ortodoxa búlgara medieval situada en las afueras de Sofía (Bulgaria), en el barrio de Boyana, al pie del macizo de Vitosha. El monumento fue declarado Patrimonio de la Humanidad por la Unesco en 1979.
El edificio, de dos pisos, está formado por tres alas. El ala este fue construida a finales del siglo X o principios del siglo XI. En el siglo XIII, durante el Segundo Imperio búlgaro, se añadió el ala central. La iglesia se completó con el ala oeste a mediados del siglo XIX. Un total de 89 escenas con 240 imágenes humanas están pintadas en la pared de la iglesia.

## Historia
La parte más antigua de la iglesia, al este, consta de un ábside con bóveda de crucería con apoyos interiores cruciformes. Fue construido durante finales del siglo X o principios del siglo XI.
La segunda sección, que se añade a la iglesia oriental, fue encargada por el sebastocrátor Kaloyan y su esposa Desislava a mediados del siglo XIII. Esta parte pertenece al tipo de iglesia de dos plantas para enterramientos. Consiste en una sepultura familiar en la planta baja con una bóveda semicilíndrica y dos arcosolios en los muros norte y sur, y una primera planta para la capilla familiar cuyo diseño es idéntico al de la iglesia primigenia. El exterior está decorado con ornamentos de cerámica.
La última sección fue construida con donaciones de la comunidad local a mediados del siglo XIX. La iglesia cerró al público en 1954 para proceder a su conservación y restauración. Reabrió parcialmente en 2006.
Como medida de prevención, se instaló un equipo de aire acondicionado para mantener la temperatura entre 17 °C y 18 °C. Los grupos de visitantes solo pueden permanecer en el interior durante 10 minutos. El edificio se encuentra bajo administración del Museo Nacional de Historia de Bulgaria y reabrió de manera íntegra al público el 2 de octubre de 2008.

## Frescos
La iglesia es célebre por sus frescos, realizados en 1259 sobre otros más antiguos. Representan uno de los ejemplos más completos y mejor conservados del arte medieval de Europa Oriental. En total, son ochenta y nueve escenas con doscientas cuarenta figuras humanas. El autor es desconocido, pero probablemente pertenecía a la escuela de Tarnovo.
Dieciocho escenas del nártex, que ilustran la vida de San Nicolás, contienen detalles de la sociedad de la época: En El milagro en el mar, el barco y los sombreros de los marineros recuerdan a la flota veneciana.
Los retratos del sebastocrátor Kaloyan, constructor del ala central, y su esposa Desislava, así como los del zar Constantino I y la zarina Irina, considerados entre los más impresionantes y logrados de la iglesia, se encuentran en el muro norte.

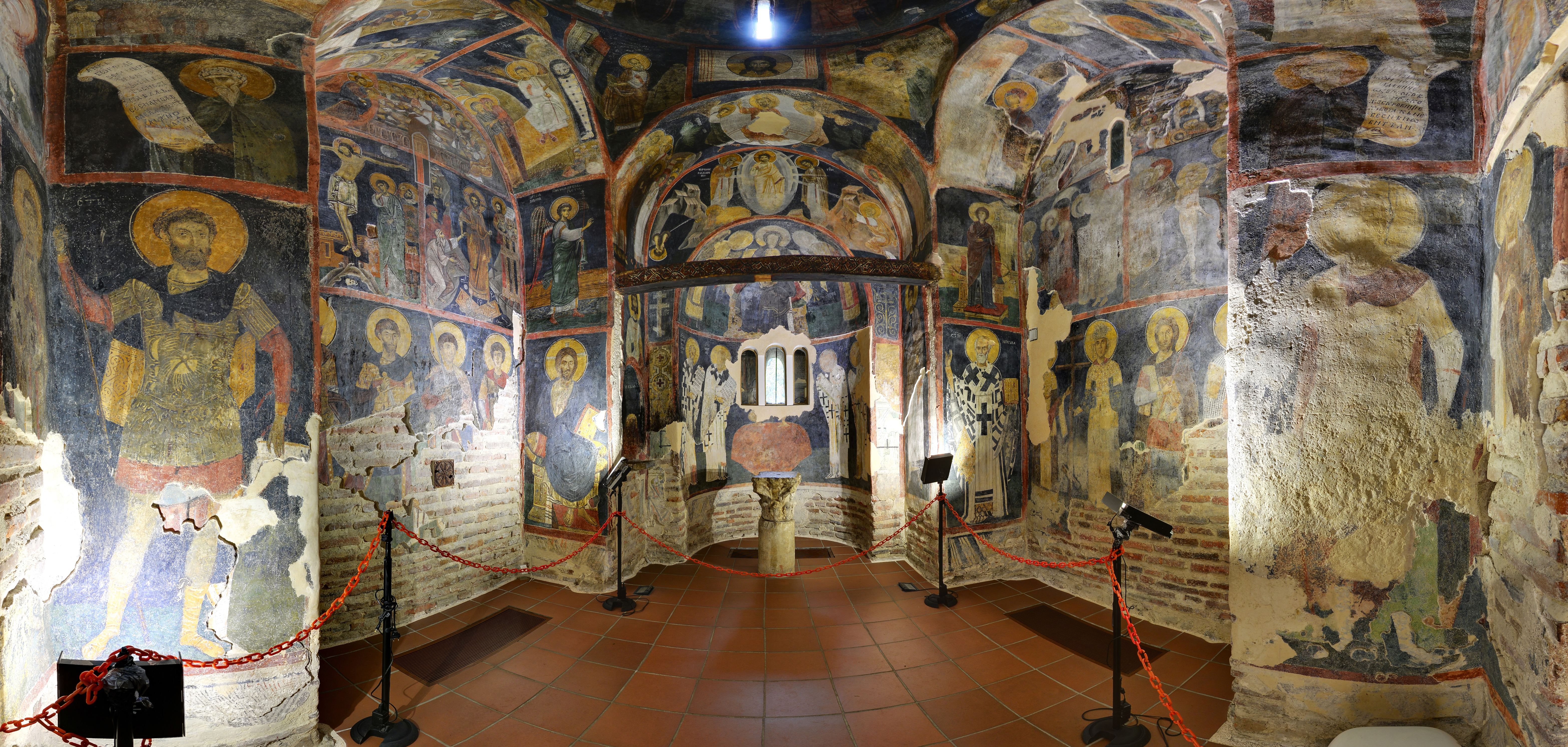
Interior de la iglesia

Además de la primera capa de frescos, de los siglos XI y XII, de la que se conservan pocos fragmentos, y de la segunda, la más famosa, de 1259, la iglesia tiene unos pocos frescos más recientes, de los siglos XIV, XVI y XVII, así como de 1882.
Los frescos han sido restaurados sucesivamente entre 1912 y 1915, en 1934, en 1944 y entre 1977 y 2006.